# Remparts d'Herrlisheim-près-Colmar
Les remparts d'Herrlisheim-près-Colmar sont un monument historique situé à Herrlisheim-près-Colmar, dans le département français du Haut-Rhin.

## Localisation
Cette construction située place de l'Église à Herrlisheim-près-Colmar.

## Historique
L'édifice fait l'objet d'une inscription au titre des monuments historiques depuis 1934.

## Architecture

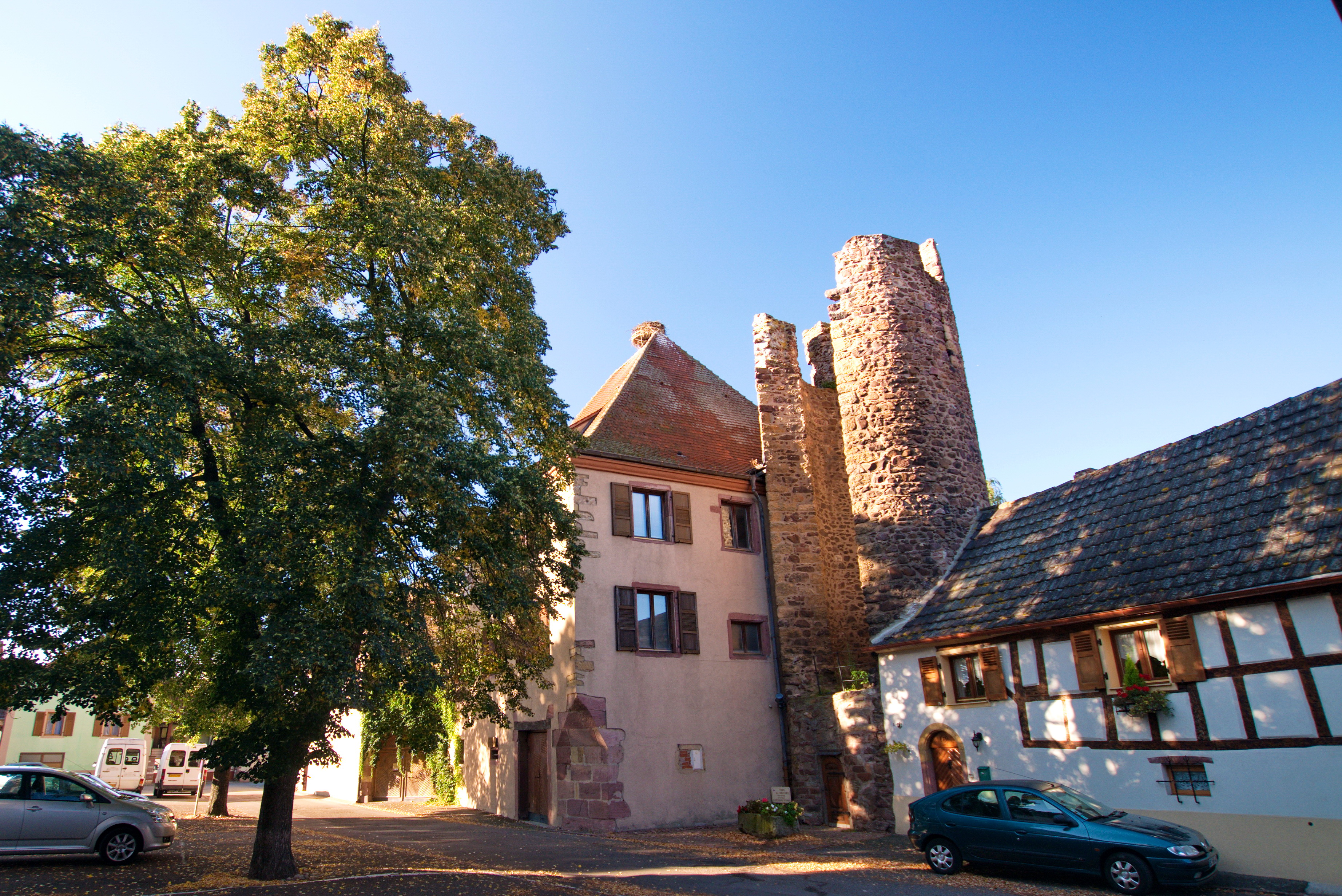
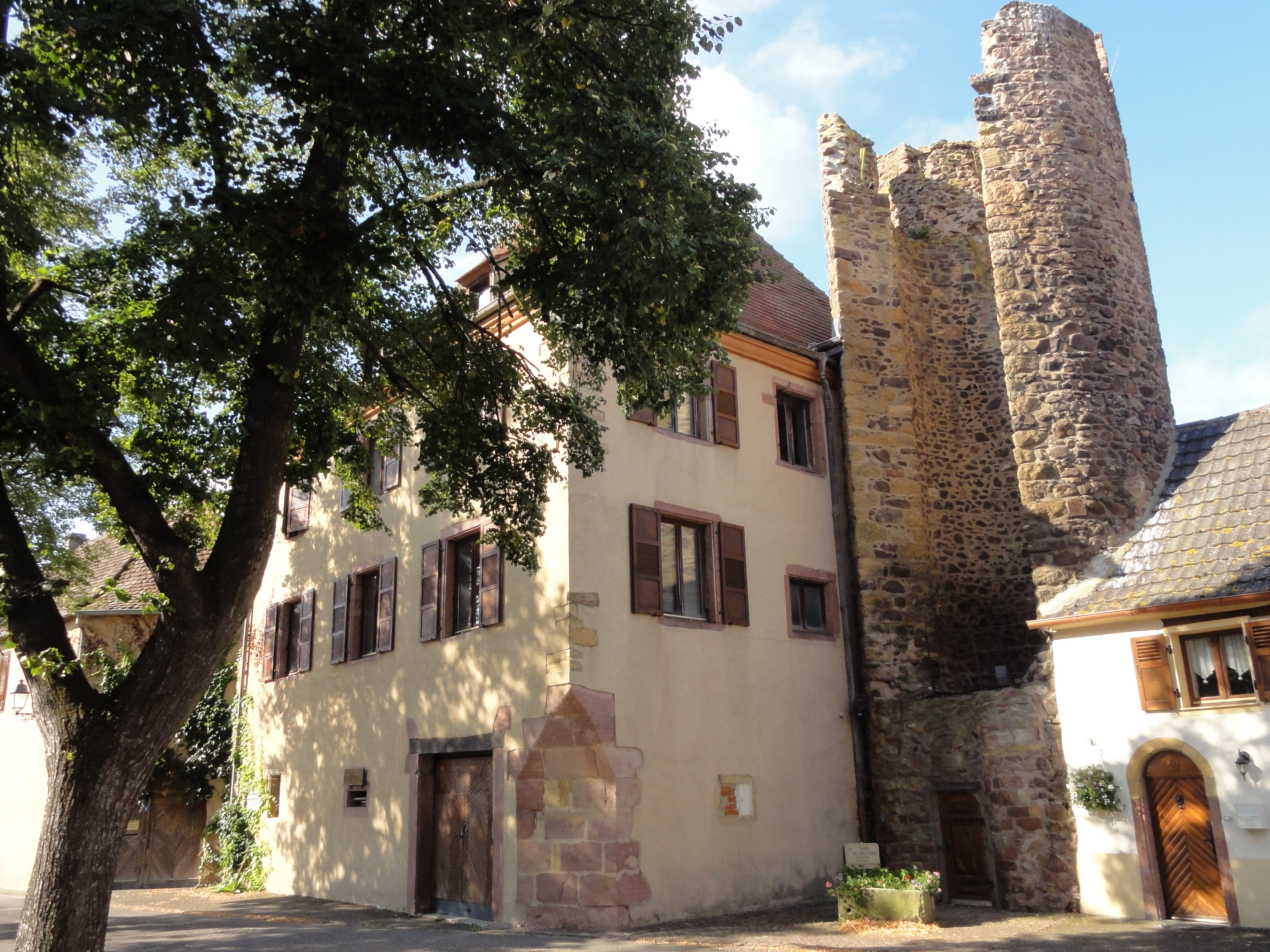